# II. Mihály havasalföldi fejedelem
II. Mihály, ismert nevén Mihály vajda, vagy népnyelven, kortárs tükörfordítással Vitéz Mihály (románul: Mihai Viteazul vagy Mihai Bravul), (Drăgoești, 1558 – Aranyosgyéres, 1601. augusztus 9.), Mehedinți bánja, fejedelmi asztalnok és Craiova bánja. 1593-tól Havasalföld, 1599-től Erdély és 1600-ban Moldva fejedelme. Még ugyanebben az évben elveszítette mindhárom állam feletti fennhatóságát. Románia első egyesítőjének tartják a román nemzeti történetírásban.

## Élete
Vitéz Mihály a legtöbb forrás szerint 1558-ban született egy kocsmárosnő törvénytelen gyermekeként, ismeretlen apától. Amint az neves történelmi személyiségek esetében történni szokott, az utókor igyekezett „nemes” származást találni neki. Egyesek szerint Petraskó havasalföldi fejedelem házasságon kívüli gyermeke volt, mások szerint Pârvu Buzescué. A Buzescu testvérek apja; édesanyja Teodora Cantacuzino, a Cantacuzino-dinasztia sarja, Iane Cantacuzino testvére. Feltételezett apja és anyja, a kocsmárosnő,  görög származásúak voltak.
Gyermekkoráról nem maradt fenn forrás, ám bizonyosnak tűnik, hogy igen szegény körülmények között nevelkedett. Később vándorkereskedéssel foglalkozott, mellyel anyagilag is gyarapodott, és feleségül vette egy görög származású, befolyásos bojár Stanca nevű leányát, akitől egy gyermeke született. Apósa segítségével jelentős vagyonra tett szert, és hamarosan elnyerte a craiovai báni tisztséget, mely akkor Havasalföld második legtekintélyesebb méltósága volt. Havasalföld fejedelme, Alexandru kemény, zsarnoki uralma ellen indult összeesküvés résztvevői Mihályt kívánták megnyerni a mozgalom vezérének, azonban még mielőtt a tényleges lázadásra sor került volna, Mihálynak menekülnie kellett a vajda pribékjei elől. Báthory Boldizsárnál talált menedéket, aki beajánlotta őt unokaöccséhez, Báthory Zsigmond erdélyi fejedelemhez. Zsigmond kérésére a szultán 1593 végén őt nevezte ki Havasalföld új vajdájává. Mihály hosszú távon gondolkodott, s úgy döntött, a legtöbb támogatást Báthory Zsigmondon keresztül II. Rudolf császártól kaphatja. 
1595. május 27-én elismerte hűbérurának Báthory Zsigmondot. Még ebben az évben a moldvai vajdával együtt csatlakozott a VIII. Kelemen pápa által 1593-ban létrehozott törökellenes keresztény koalícióhoz (Szent Liga; tagjai között volt a pápai állam, Toszkána és Erdély is), ami miatt Kodzsa Szinán pasa nagyvezír büntető hadjáratot indított ellene, és elfoglalta Bukarestet, de Gyurgyevó mellett az erdélyi csapatok Bocskai István vezetésével tönkreverték seregét. 1597 elején Mihály békét kötött a szultánnal, 1598-ban elismerte hűbérurának Rudolfot, aki ezért 5000 katona zsoldját ígérte. Délről a török, északról a lengyel párti moldvai vajda és az új erdélyi fejedelem, Báthory András szorongatták, bár viszonylag erős sereg fölött rendelkezett (havasalföldiek mellett, ferrarai és toszkán segédcsapatok, szerbek, bolgárok, kozák, magyar, székely és lengyel zsoldosok is alkották). 

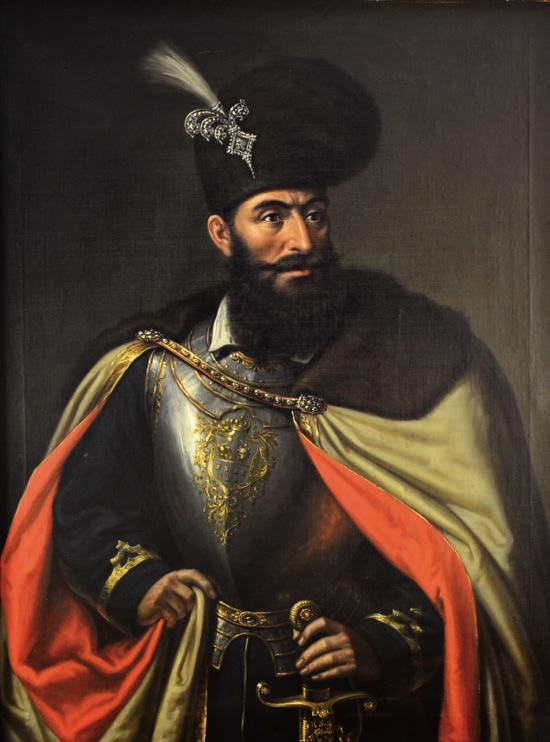
Mișu Popp (1827–1892) festménye

A Habsburgokat támogató Mihály számára az egyetlen kiút Erdély megtámadása volt. Miután követeket küldött Moszkvába, hogy szükség esetén Borisz Godunov cárnál kapjon menedéket, 1599. október 15-én megindította hadait. Ehhez közrejátszott az is, hogy a prágai Udvari Tanács október 4-én pénzt ígért Mihálynak. A közszékelyeket régi szabadságuk ígéretével maga mellé állítva a sellenberki győztes csata után (október 28.) bevonult Gyulafehérvárra, ahol november 26-án erdélyi fejedelemmé választották. (Báthory Moldva felé menekült, de a határ közelében a ráuszított székelyek elfogták, és kegyetlen módon meggyilkolták.)
Mihály elfoglalta Erdélyt, de katonáit nem tudta féken tartani. Mindennaposak lettek a rablások, erőszakoskodások. A következő évben Moldvát is megszerezte kiűzve onnan a lengyeleket, de a kozák hadaktól vereséget szenvedett és Lengyelország elleni hadjáratának tervét fel kellett adnia. Ezután azonban az anarchiát megelégelő rendek Giorgio Basta kassai főkapitányt hívták be ellene. 1600. február 9-én Mihály visszautasította Rudolf Erdély átvételére vonatkozó kívánságát. 1600. májusban betört Moldvába, elűzte a lengyel hűbéres Ieremia Movilă vajdát, akit október 14-én a lengyel csapatok visszahelyeztek. Azonban a november 4-ei árgyasi csatavesztés után Simion Movilă-t tették meg vajdává.

## Halála
Mihály Prágába menekült, és itt ismét elnyerte Rudolf kegyét. A császár visszaküldte Erdélybe, ahol Giorgio Basta oldalán harcolt Báthory Zsigmond ellen, és Goroszlónál 1601. augusztus 3-án egyesült seregük vereséget mért Báthory csapataira. Győzelmük után néhány nappal azonban a generális fölöslegessé vált szövetségesét vallon zsoldosaival megölette.
A vallon kapitány csellel élt. Először csak kevesed magával ment a vajda sátorához, hogy kikémlelje, „hogy az vajda mit cselekszik és ha hozzáférhetnek-é az megöléséhez". A vajda mit sem sejtett…

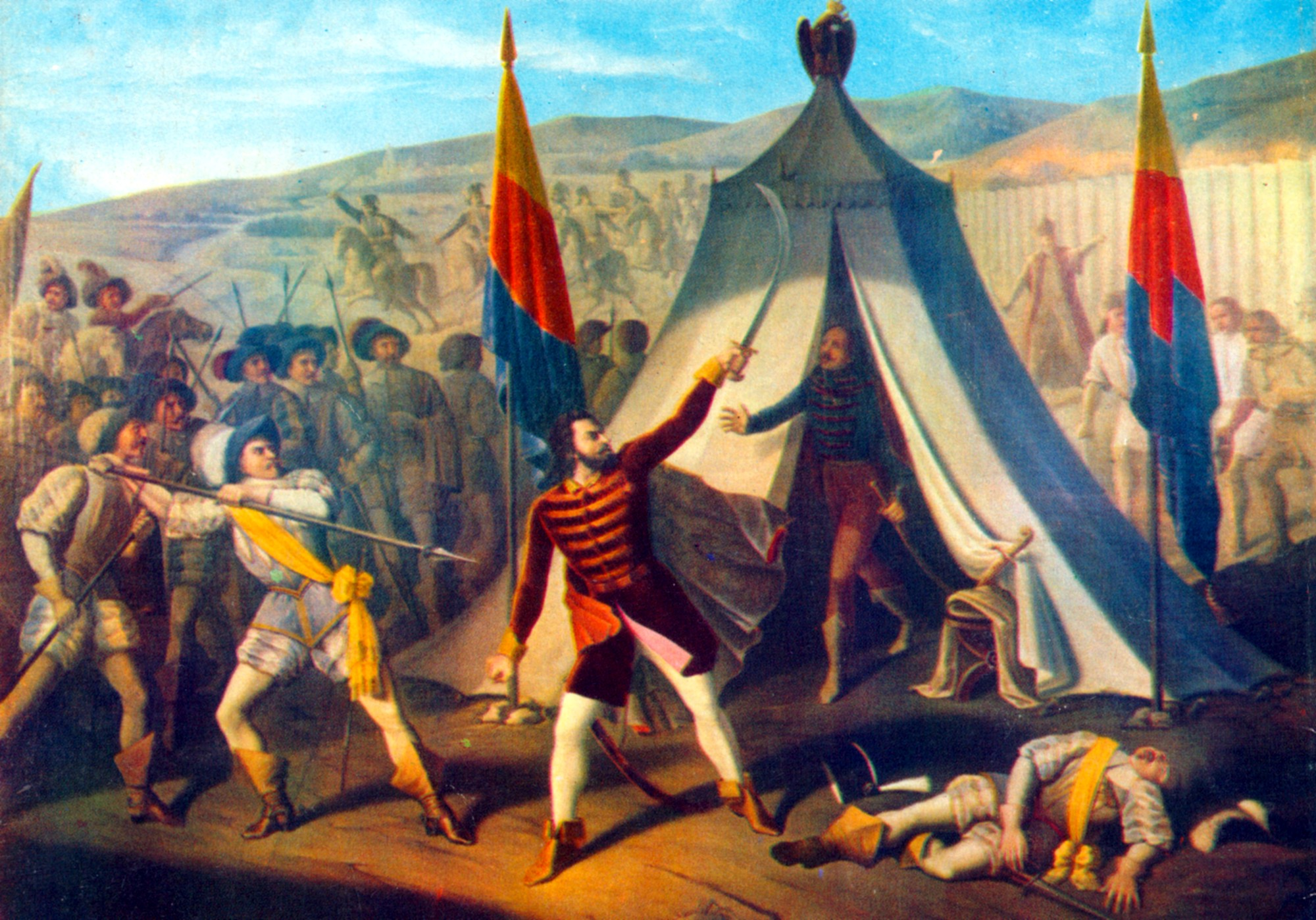
Constantin Lecca: Vitéz Mihály halála

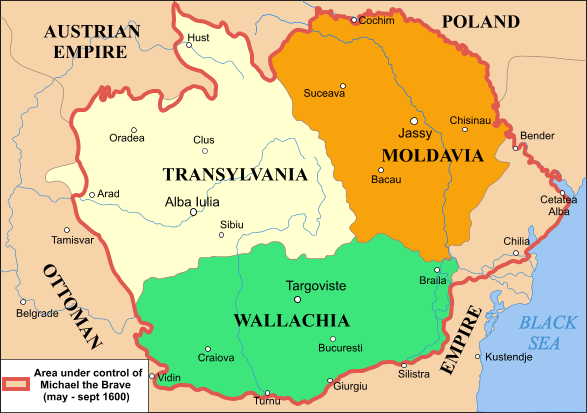
Erdély, Havasalföld, Moldva (1600)

…a többi vallonok is megérkeztek s a sátort hirtelen körűlfogták. A vallon kapitány látván, „hogy a vajda ingyen sem gondolkoznék halála felől, úgy kezdett hozzá a dologhoz". Beauri néhányad magával a sátorba megy s ezen szavakkal: fogoly vagy! megragadja a vajdát.  Mihály sem rest, felkiált : ha ! s a sátor „árbóczfáján" függő kardjához kap bal kezével — mert balog volt a miért a magyarok „balog"-nak is nevezgették. — Ámde a vallonok megelőzik. Beauri alabárdjával hasba szúrja, más vallon puskáját hozzá lövi s épen bal karját találja, a harmadik derekát lövi át. így, midőn sebeiben összeroskadt, „azért hogy az vallon roszpergerel nem vehette fejét", a vajda saját szablyáját kapják és azzal veszik fejét. Azután a sátorból kivonszolják, levágott szakálas fejét egy kevéssel azelőtt elhullott ló testére tették és sokáig ott tartották közszemlére kitéve. Ruhájától megfosztott hullája harmadnapig hevert lemeztelenítve az útfélen. „Az németek a vajda testéből darabonként nagy bőröket szeldeltek ki, megnyúzván a hátát, oldalát, vállát" s a bőrdarabokat eltették emlékűl s talizmánul. „Végre ilyen undokul, hogy szinte az ebek meg ne egyék, egy kis verembe valami ráczok eltemették." Básta aztán Fejérvárra vitette s a vajda által alapított templomban temettette el ; később az oláhok Havasalföldére vitték s most ott nyugosznak hamvai egy kolostorban.

## Történelmi értékelése
A nacionalista román történetírás őt tartja Románia megalkotójának, amikor is e szerint – ha csak napokra is –  „egyesítette" Moldva, Havaselve és Erdély „román" vajdaságait. Ezzel szemben Vitéz Mihály politikája nem tartalmazott semmiféle nemzeti elemet, illetve a még vajdaságok adminisztrációt sem egyesítette, továbbá a fennálló jogrendszeren sem változtatott (pl. Unio Trium Nationum). Ennek ellenére Trianonkor többek között jogalapként erre is hivatkoztak Erdély elcsatolására vonatkozóan a többségivé vált román lakosság létszáma mellett. 19. századi bronz szobra a Hohenzollern román királyok palotája előtt áll Bukarestben.

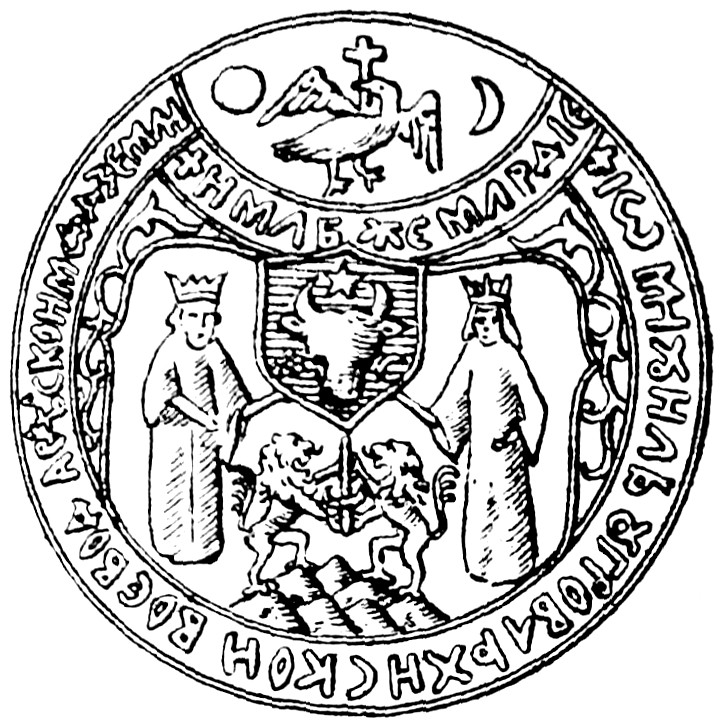
Mihai Viteazul címere

## Gyermekei
- Stancát,[11] Dimitru Izverani leányát vette feleségül, két gyermeket szült férjének:
  - Miklós Petraskó[11] (? – 1600 szeptembere)
  - Florica[11] ∞1 Stefan Basarab ∞2 Ioan Cantacuzino
- Ezenkívül ismert egy törvénytelen gyermeke is Tudora Tirgsovától:[11]
  - Marula[11] ∞ Socol Cornateni

## Emlékezete
Érdekesség, hogy a román krónikairodalom és a későbbi (román) erdélyi iskola kevéssé helyezte középpontba Mihályt, sokkal inkább a 19. század nacionalizmusa fedezte fel őt: elsők között Nicolae Bălcescu 1830-as évekbeli írásaiban tűnik fel a három vajdaság "egyesítőjeként". A román nacionalista történetírás Vitéz Mihályt a „román területek” első nagy „egyesítőjeként” tartja számon, hiszen néhány hónapig egyidejűleg viselte a havasalföldi és moldvai vajda címet, valamint Erdély császári helytartójának titulusát. A történelmi tényekkel szemben Mihálynak tulajdonították a gyurgyevói diadalt, továbbá a román történetírók mellőzték, hogy a vajda gyakorlatilag végigdúlta Erdélyt. A 20. század második felében kialakított kultusza jegyében Románia számos városában áll szobra. A Ceaușescu-rendszer 1970-ben nagyszabású és külföldön is terjesztett propagandisztikus filmet (Mihai Viteazul) mutatott be a középpontba helyezésével, de a történelmi tényeket a film sok helyütt teljesen elferdítette, ezenkívül Mihály személyiségét magáról Ceaușescuról mintázták.
2015-ben Székely Csaba komikus történelmi tragédiában írta meg a fejedelem történetét. A darabot a szombathelyi Weöres Sándor Színházban mutatták be, 2015. február 16-án. Mihályt Bajomi Nagy György alakította. A darabot Romániában, a modern kori Románia 100 éves évfordulója alkalmából mutatták be. Az előadás nagy vihart kavart, mivel a román jobboldaliak kifogásolták a darab gúnyos, ironikus hangvételét, továbbá sérelmezték, hogy a darab plakátján egy Románia alakú húst sütöttek grillrácson.